# François Cachoud

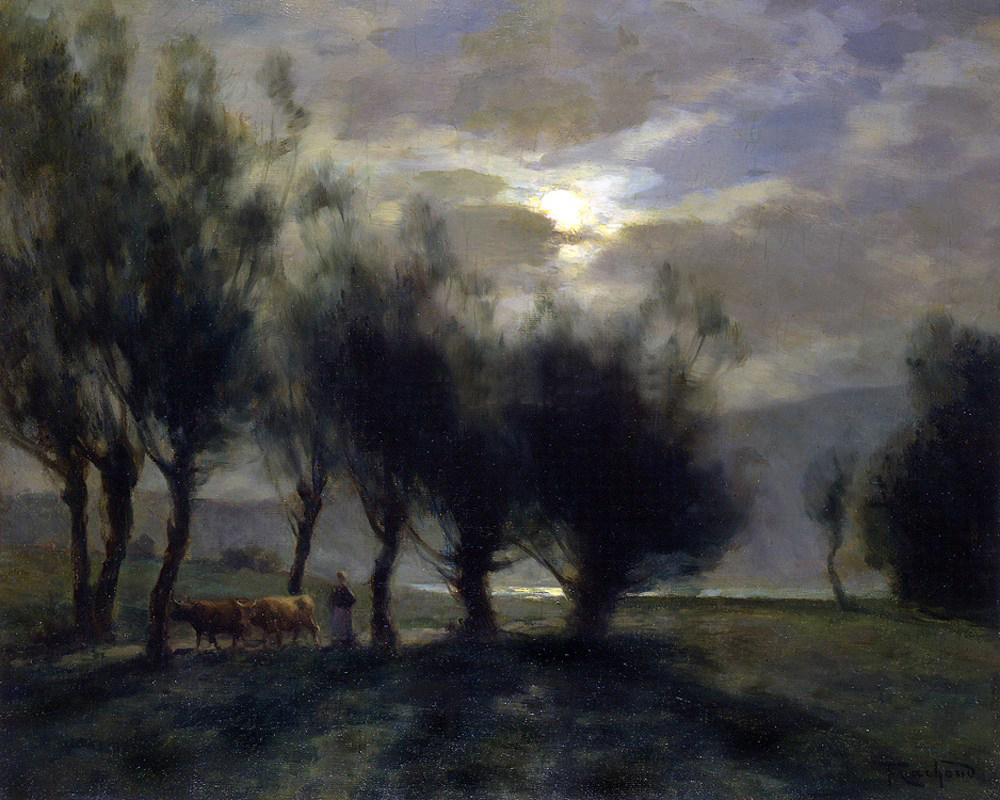
Nächtlicher Heimweg

François Charles Cachoud (* 23. Oktober 1866 in Chambéry, Savoyen; † 29. Januar 1943 in Saint-Alban-de-Montbel) war ein französischer Maler stimmungsvoller Nachtlandschaften.

## Biografie
Cachoud begann auf Anregung des Aquarellisten Ernest Fillard eine Malerlehre bei Benedict Molin an der École de Peinture in Chambéry. 
1883 wurde er bei der Straßen- und Brückenverwaltung angestellt. Danach begann er Malerei an der Pariser Akademie der bildenden Künste bei Jules-Élie Delaunay und Gustave Moreau zu studieren.

Er teilte die Wohnung in Montparnasse mit seinem Freund aus Chambéry, dem Bildhauer Mars Vallett (1869–1957).
Schon seine ersten Werke zeigten Landschaften im Lichte der Dämmerung oder beim Mondschein. Diesem Genre blieb François Cachoud sein ganzes Leben lang treu. Nur selten schuf er Porträts und Stillleben.

Er debütierte 1891 auf dem Salon des artistes français und wurde mit dem Preis der Troyon-Stiftung ausgezeichnet. Zwei Jahre später erhielt er auf dem gleichen Salon eine lobende Erwähnung sowie einen Preis der Akademie von Savoyen.

Er wurde 1901 vom Marineministerium mit der Erstellung dekorativer Panneaux für das Passagierschiff La Savoye beauftragt. Er schuf auch Plakate für die Eisenbahngesellschaft P.L.M.
Cachoud heiratete die Pianistin Rosine Veleine aus Pas-de-Calais. 1910 wurde sein Landhaus, Le Grillon, in Saint-Alban-de-Montbel, einem Dorf am Ufer des Aiguebelette-Sees errichtet, wo er auch begraben ist.

### Ehrungen, Mitgliedschaften
- Seine Werke wurden auf der Weltfachausstellung Paris 1937 mit einer Goldmedaille ausgezeichnet.
- Er wurde 1903 zum Mitglied der Akademie der Wissenschaften und Künste von Savoyen gewählt.
- Gründung einer Vereinigung namens Freunde von François Cachoud[1].